# Frauke Missfeldt-Bünz
Frauke Missfeldt-Bünz, auch Frauke Mißfeldt-Bünz, geb. Bünz (* 30. Oktober 1882 in Tellingstedt; † 3. Dezember 1976 in Schleswig), war eine deutsche Malerin.

## Leben und Werk
Frauke Bünz wurde in Hamburg von 1903 bis 1904 zur Zeichenlehrerin ausgebildet; während dieser Ausbildung nahm sie abends an den Unterrichtsstunden an der Malschule für Damen von Valeska Röver in Hamburg teil. 1905 wurde sie in Kiel als Zeichenlehrerin an einer Schule eingestellt und studierte nebenher Kopf und Akt in der Malschule von Fritz Stoltenberg und Georg Burmester; weiteren Unterricht erhielt sie auch von ihrem späteren Ehemann Friedrich Mißfeldt. Neben ihrer Berufstätigkeit studierte sie von 1908 bis 1913 Kunstgeschichte an der Universität Kiel und hörte Vorlesungen bei Carl Neumann.
Sie heiratete 1920 Friedrich Mißfeldt. Aus der Ehe gingen drei Kinder hervor. In Kiel hatte das Ehepaar ein Atelier in der Dehnckestraße 3. Mit Heirat und Aufgabe ihrer Berufstätigkeit musste sie auf ihre Pensionsansprüche verzichten. Nach der Geburt ihrer Kinder verkaufte sie zur finanziellen Absicherung bemalte Spanschachteln sowie Truhen und Entwürfe für Webdecken und arbeitete an Porträtaufträgen ihres Ehemannes mit.
1939 begann sie wieder selbst zu malen; nach Ende des Zweiten Weltkriegs beteiligte sie sich mit Bildnissen, Blumen- und Stilllebenbildern an den allgemeinen Ausstellungen und Frauenausstellungen des Landesverbandes des 1971 neugegründeten Bundes deutscher Landesberufsverbände Bildender Künstler, in dem sie von 1974 bis zu ihrem Tod Mitglied war. Ab 1965 lebte sie gemeinsam mit ihrem Ehemann bei ihren Töchtern in Schleswig. 1974 wurde sie mit dem Friedrich-Hebbel-Preis ausgezeichnet.

## Werke (Auswahl)
Ihre Werke befinden sich in:
- Kulturamt Kiel (heute Amt für Kultur und Weiterbildung - Landeshauptstadt Kiel).
- Kultusministerium Kiel.
- Schleswig-Holsteinisches Landesmuseum Schloss Gottorf, Schleswig.

## Schriften (Auswahl)
- Schloss Emkendorf: Kunstsammlung und Ausstattung; eine stilanalytische Darstellung seiner Innenräume um die Wende des 18. Jahrhunderts. Gesellschaft für Schleswig-Holsteinische Geschichte, Band 24.1956. S. 62–93.
- Aufzeichnungen zu Margarethe Rantzau (gest. 1629) Herrin auf Ahrensburg. Gesellschaft für Schleswig-Holsteinische Geschichte, Band 25. 1957. S.  62–76.
- Miniaturbildnisse und Silhouetten der Familie und Nachkommen des Schatzmeisters Heinrich Carl Graf Schimmelmann. Kunst in Schleswig-Holstein / Schleswig-Holsteinisches Landesmuseum Schleswig, Gottorf. 1957, S. 45–57.
- Pellicias Tapeten für Fritz Reventlows Speisezimmer. Kunst in Schleswig-Holstein / Schleswig-Holsteinisches Landesmuseum Schleswig, Gottorf. 1958. S. 55–64.